# Collegio elettorale di Palermo - Villagrazia
Il collegio di Palermo - Villagrazia fu un collegio elettorale uninominale della Repubblica Italiana per l'elezione della Camera dei deputati. Apparteneva alla circoscrizione Sicilia 1 e fu utilizzato per eleggere un deputato nella XII, XIII e XIV legislatura.
Venne istituito nel 1993 con la cosiddetta Legge Mattarella (Legge n. 277, Nuove norme per l'elezione della Camera dei deputati), attuata in seguito al referendum abrogativo del 1993. La legge istituì per la Camera dei deputati e per il Senato della Repubblica un sistema di elezione misto, in parte maggioritario e in parte proporzionale. Il 75% dei parlamentari dell'assemblea veniva eletto in collegi uninominali tramite sistema maggioritario a turno unico; il restante 25% alla Camera veniva eletto tramite sistema proporzionale con liste bloccate.
Il collegio venne abolito insieme a tutti gli altri che costituivano la Camera con la promulgazione della legge elettorale successiva, la cosiddetta Legge Calderoli. Questa prevedeva un sistema proporzionale con premio di maggioranza, che alla Camera veniva attribuito a livello nazionale.

## Territorio
Il collegio di Palermo - Villagrazia era uno dei 41 collegi uninominali in cui era suddivisa la Sicilia e, come previsto dal D.Lgs. del 20 dicembre 1993 n. 536, comprendeva parte del comune di Palermo.

## Eletti
| Elezione | Elezione                 | Deputato          | Partito                    |
| -------- | ------------------------ | ----------------- | -------------------------- |
|          | 1994                     | Giacomo Baiamonte | Polo del Buon Governo (FI) |
| 1996     | Polo per le Libertà (FI) | Giacomo Baiamonte |                            |
|          | 2001                     | Gaspare Giudice   | Casa delle Libertà (FI)    |

## Dati elettorali

### XII legislatura

#### Risultati proporzionale
| Coalizioni        | Coalizioni                       | Liste                              | Liste                                 | Voti   | %     |
| ----------------- | -------------------------------- | ---------------------------------- | ------------------------------------- | ------ | ----- |
|                   | Polo del Buon Governo            |                                    | Forza Italia                          | 28.152 | 39,24 |
|                   | Polo del Buon Governo            | Alleanza Nazionale                 | 6.591                                 | 9,19   |       |
| Totale coalizione | Totale coalizione                | 34.743                             | 48,43                                 |        |       |
|                   | Progressisti                     |                                    | Movimento per la Democrazia - La Rete | 15.414 | 21,48 |
|                   | Progressisti                     | Partito Democratico della Sinistra | 5.381                                 | 7,50   |       |
|                   | Progressisti                     | Federazione dei Verdi              | 1.661                                 | 2,31   |       |
|                   | Progressisti                     | Partito Socialista Italiano        | 885                                   | 1,23   |       |
|                   | Progressisti                     | Alleanza Democratica               | 585                                   | 0,82   |       |
| Totale coalizione | Totale coalizione                | 23.926                             | 33,34                                 |        |       |
|                   | Patto per l'Italia               |                                    | Partito Popolare Italiano             | 5.896  | 8,22  |
|                   | Patto per l'Italia               | Patto Segni                        | 2.936                                 | 4,09   |       |
| Totale coalizione | Totale coalizione                | 8.832                              | 12,24                                 |        |       |
|                   | Lista Pannella                   | Lista Pannella                     | Lista Pannella                        | 3.694  | 5,15  |
|                   | Solidarietà Occupazione Sviluppo | Solidarietà Occupazione Sviluppo   | Solidarietà Occupazione Sviluppo      | 295    | 0,41  |
|                   | Socialdemocrazia                 | Socialdemocrazia                   | Socialdemocrazia                      | 198    | 0,28  |
|                   | Mediterraneo                     | Mediterraneo                       | Mediterraneo                          | 63     | 0,09  |
| Totale            | Totale                           | Totale                             | Totale                                | 71.751 |       |

#### Risultati uninominale
|                               | Giacomo Baiamonte ✔️ Eletto    | Polo del Buon Governo (FI - AN - CCD - UDC - PLD) | 36 562 | 49,78 |  |  |  |  |  |
|                               | Michelangelo Salamone          | Progressisti                                      | 26 196 | 35,67 |  |  |  |  |  |
|                               | Antonino Giuseppe Mazzola      | Patto per l'Italia                                | 9 207  | 12,54 |  |  |  |  |  |
|                               | Dario Carmelo Rosario Matranga | Partito Socialista Italiano                       | 1 484  | 2,02  |  |  |  |  |  |
| Totale                        | Totale                         | Totale                                            | 73 449 | 100   |  |  |  |  |  |
|                               |                                |                                                   |        |       |  |  |  |  |  |
| Fonte: Ministero dell'interno |                                |                                                   |        |       |  |  |  |  |  |

### XIII legislatura

#### Risultati proporzionale
| Coalizioni        | Coalizioni                                 | Liste                                      | Liste                                      | Voti   | %     |
| ----------------- | ------------------------------------------ | ------------------------------------------ | ------------------------------------------ | ------ | ----- |
|                   | Polo per le Libertà                        |                                            | Forza Italia                               | 27.002 | 38,46 |
|                   | Polo per le Libertà                        | Alleanza Nazionale                         | 10.213                                     | 14,55  |       |
|                   | Polo per le Libertà                        | CCD-CDU                                    | 3.449                                      | 4,91   |       |
| Totale coalizione | Totale coalizione                          | 40.664                                     | 57,92                                      |        |       |
|                   | L'Ulivo                                    |                                            | Partito Democratico della Sinistra         | 8.661  | 12,34 |
|                   | L'Ulivo                                    | Popolari per Prodi (PPI-SVP-PRI-UD-Prodi)  | 3.859                                      | 5,50   |       |
|                   | L'Ulivo                                    | Rinnovamento Italiano                      | 3.704                                      | 5,28   |       |
|                   | L'Ulivo                                    | Federazione dei Verdi                      | 1.849                                      | 2,63   |       |
| Totale coalizione | Totale coalizione                          | 18.073                                     | 25,75                                      |        |       |
|                   | Progressisti                               |                                            | Rifondazione Comunista                     | 5.874  | 8,37  |
|                   | Lista Pannella - Sgarbi                    | Lista Pannella - Sgarbi                    | Lista Pannella - Sgarbi                    | 2.312  | 3,29  |
|                   | Noi Siciliani - Fronte Nazionale Siciliano | Noi Siciliani - Fronte Nazionale Siciliano | Noi Siciliani - Fronte Nazionale Siciliano | 1.133  | 1,61  |
|                   | Movimento Sociale Fiamma Tricolore         | Movimento Sociale Fiamma Tricolore         | Movimento Sociale Fiamma Tricolore         | 1.007  | 1,43  |
|                   | Rinnovamento                               | Rinnovamento                               | Rinnovamento                               | 548    | 0,78  |
|                   | Federalisti Liberali                       | Federalisti Liberali                       | Federalisti Liberali                       | 319    | 0,45  |
|                   | Partito Socialista                         | Partito Socialista                         | Partito Socialista                         | 284    | 0,40  |
| Totale            | Totale                                     | Totale                                     | Totale                                     | 70.214 |       |

#### Risultati uninominale
|                               | Giacomo Baiamonte ✔️ Eletto | Polo per le Libertà | 35 825 | 51,19 |  |  |  |  |  |
|                               | Renato Palazzo              | L'Ulivo             | 29 460 | 42,09 |  |  |  |  |  |
|                               | Massimiliano Portolano      | Fiamma Tricolore    | 2 813  | 4,02  |  |  |  |  |  |
|                               | Cesare Augusto Orlando      | Rinnovamento        | 1 888  | 2,70  |  |  |  |  |  |
| Totale                        | Totale                      | Totale              | 69 986 | 100   |  |  |  |  |  |
|                               |                             |                     |        |       |  |  |  |  |  |
| Fonte: Ministero dell'interno |                             |                     |        |       |  |  |  |  |  |

### XIV legislatura

#### Risultati proporzionale
| Coalizioni        | Coalizioni              | Liste                   | Liste                                 | Voti   | %     |
| ----------------- | ----------------------- | ----------------------- | ------------------------------------- | ------ | ----- |
|                   | Casa delle Libertà      |                         | Forza Italia                          | 30.744 | 41,31 |
|                   | Casa delle Libertà      | Alleanza Nazionale      | 5.979                                 | 8,03   |       |
|                   | Casa delle Libertà      | CCD-CDU                 | 4.087                                 | 5,49   |       |
|                   | Casa delle Libertà      | Nuovo PSI               | 430                                   | 0,58   |       |
| Totale coalizione | Totale coalizione       | 41.240                  | 55,41                                 |        |       |
|                   | L'Ulivo                 |                         | La Margherita (Dem - PPI - RI- UDEUR) | 9.852  | 13,24 |
|                   | L'Ulivo                 | Democratici di Sinistra | 6.481                                 | 8,71   |       |
|                   | L'Ulivo                 | Il Girasole (FdV - SDI) | 1.218                                 | 1,64   |       |
|                   | L'Ulivo                 | Comunisti Italiani      | 572                                   | 0,77   |       |
| Totale coalizione | Totale coalizione       | 18.123                  | 24,36                                 |        |       |
|                   | Democrazia Europea      | Democrazia Europea      | Democrazia Europea                    | 6.437  | 8,65  |
|                   | Rifondazione Comunista  | Rifondazione Comunista  | Rifondazione Comunista                | 3.179  | 4,27  |
|                   | Lista Di Pietro         | Lista Di Pietro         | Lista Di Pietro                       | 3.150  | 4,23  |
|                   | Lista Pannella - Bonino | Lista Pannella - Bonino | Lista Pannella - Bonino               | 1.901  | 2,55  |
|                   | Paese Nuovo             | Paese Nuovo             | Paese Nuovo                           | 319    | 0,43  |
|                   | Abolizione scorporo     | Abolizione scorporo     | Abolizione scorporo                   | 71     | 0,10  |
| Totale            | Totale                  | Totale                  | Totale                                | 74.420 |       |

#### Risultati uninominale
|                               | Gaspare Giudice ✔️ Eletto | Casa delle Libertà | 38 090 | 50,55 |  |  |  |  |  |
|                               | Raffaele Loddo            | L'Ulivo            | 26 148 | 34,70 |  |  |  |  |  |
|                               | Stefano Salvato           | Democrazia Europea | 6 075  | 8,06  |  |  |  |  |  |
|                               | Vincenzo Agostino         | Lista Di Pietro    | 2 989  | 3,97  |  |  |  |  |  |
|                               | Giovanni Mancuso          | Lista Emma Bonino  | 2 044  | 2,71  |  |  |  |  |  |
| Totale                        | Totale                    | Totale             | 75 346 | 100   |  |  |  |  |  |
|                               |                           |                    |        |       |  |  |  |  |  |
| Fonte: Ministero dell'interno |                           |                    |        |       |  |  |  |  |  |